# Carter DeHaven in Character Studies
Pour plus de détails, voir Fiche technique et Distribution.
Carter DeHaven in Character Studies est un film muet américain sorti en 1927.

## Synopsis
Carter DeHaven in Character Studies présente le spectacle d'un transformiste joué par Carter DeHaven qui tour à tour, camouflé par sa malle à déguisement, va prendre l'apparence d'acteurs célèbres du cinéma muet.

## Fiche technique
- Titre : Carter DeHaven in Character Studies
- Réalisation : Roscoe Arbuckle (non confirmé)
- Pays : États-Unis
- Genre : Comédie
- Format : Noir et blanc - film muet - 1,33:1
- Durée : 6 minutes

## Distribution
- Carter DeHaven : le transformiste
- Buster Keaton : lui-même
- Harold Lloyd : lui-même
- Roscoe "Fatty" Arbuckle : lui-même
- Rudolph Valentino : lui-même
- Douglas Fairbanks : lui-même
- Jackie Coogan : lui-même

## Autour du film
Présenté comme un spectacle de transformiste, ce court-métrage est le prétexte à mettre en scène quelques acteurs les plus célèbres de leur époque.

Issu d'une collection privée, ce film était totalement tombé dans l'oubli jusqu'en 2005 où il fut édité dans un DVD consacré à des films de Roscoe Arbuckle à qui on en attribue la réalisation. Il est remarquable que parmi la quantité de filmographies attachées à ces stars du cinéma muet toujours promptes à signaler le moindre caméo, il n'en est que très rarement fait mention. Ce film est de facto une curiosité et une rareté dans laquelle on retrouve des acteurs (à l'exception de Buster Keaton et Roscoe Arbuckle) n'étant nulle part ailleurs réunis dans un même film.
Selon Richard M. Roberts, il s'agit d'un court-métrage spécialement réalisé pour une projection privée lors d'une fête donnée en l'honneur de Charlie Chaplin. Le film fut projeté plus tard en salle ce qui explique la date de sortie du 20 novembre 1927.

Le film fut tourné bien plus tôt, ne serait-ce qu'à cause du décès de Rudolph Valentino survenu en août 1926 et de l'âge apparent de Jackie Coogan né en 1914. Il est parfois daté de 1921 car certains estiment qu'il n'a pas pu être tourné après l'affaire Roscoe Arbuckle. Harold Lloyd faisant la petite danse qu'il fait dans Vive le sport, ce film devrait avoir été filmé entre 1925 et 1926. Douglas Fairbanks y apparaissant en costume de Robin des Bois, il hautement plus probable que le film soit postérieur à 1922.